# كوهوكو-كو
كوهوكو-كو (باليابانية: 港北区) هو حي في اليابان، يقع في يوكوهاما، بلغ عدد سكانه 349,368 نسمة وذلك حسب إحصائيات سنة 2018، تبلغ مساحته 31.40 كيلومتر مربع.

## التقسيمات الإدارية
- Kishinechō  [لغات أخرى]‏
- Kita-Shinyokohama  [لغات أخرى]‏
- Nippachō  [لغات أخرى]‏
- Mamedochō  [لغات أخرى]‏.